# Rufus King Polk

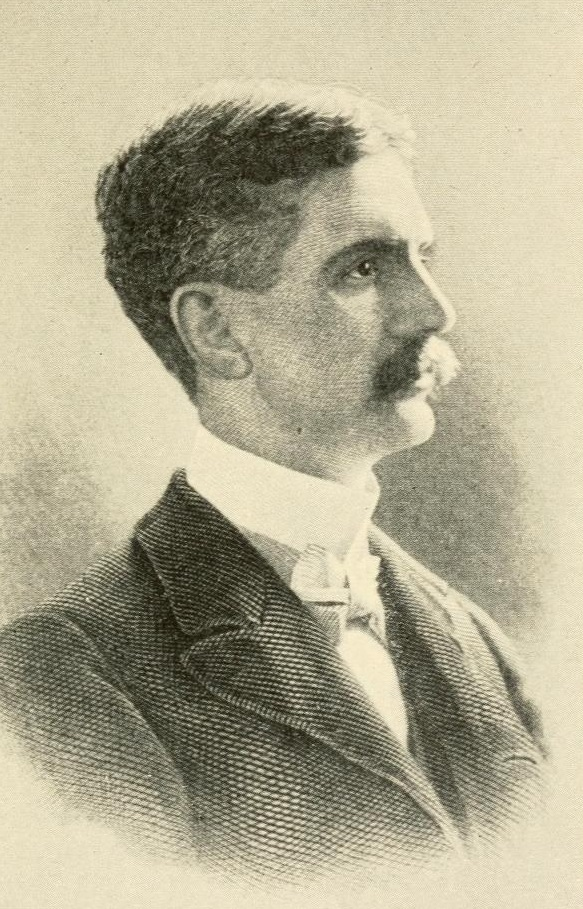
Rufus King Polk, 1912

Rufus King Polk (* 23. August 1866 in Columbia, Maury County, Tennessee; † 5. März 1902 in Philadelphia, Pennsylvania) war ein US-amerikanischer Politiker. Zwischen 1899 und 1902 vertrat er den Bundesstaat Pennsylvania im US-Repräsentantenhaus.

## Werdegang
Rufus Polk besuchte die Webb’s Academy in Culleoka. Danach studierte er bis 1887 an der Lehigh University in Pennsylvania. Anschließend belegte er noch einen Kurs im Fach Bergbau. Er ließ sich in Danville nieder, wo er als Chemiker arbeitete. Außerdem bekleidete er mehrere führende Stellen bei einigen Stahlfirmen. Während des Spanisch-Amerikanischen Krieges von 1898 diente er in einer Freiwilligeneinheit aus Pennsylvania. Politisch wurde er Mitglied der Demokratischen Partei. Im Juli 1900 nahm er als Delegierter an der Democratic National Convention in Kansas City teil, auf der William Jennings Bryan als Präsidentschaftskandidat nominiert wurde.
Bei den Kongresswahlen des Jahres 1898 wurde Polk im 17. Wahlbezirk von Pennsylvania in das US-Repräsentantenhaus in Washington, D.C. gewählt, wo er am 4. März 1899 die Nachfolge des Republikaners Monroe Henry Kulp antrat. Nach einer Wiederwahl konnte er bis zu seinem Tod am 5. März 1902 im Kongress verbleiben. Er wurde in Danville beigesetzt.